# João (usurpador)
Flávio João Augusto (em latim: Flavius Ioannes Augustus, morto em junho ou julho de 425) foi um usurpador romano que reinou como imperador romano do ocidente, rivalizando com Valentiniano III.

## História
Com a morte do imperador Honório em 15 de agosto de 423, o imperador romano do Oriente Teodósio II, o último governante da Casa de Teodósio hesitou ao anunciar a morte do tio. Neste interregno, o patrício de Honório quando ele morreu, Castino, proclamou João imperador.
Ele era um primicério dos notários (primicerius notariorum), um funcionário civil de alta patente, na época. Procópio o elogiou dizendo que ele era "gentil e muito sagaz, totalmente capaz de feitos valorosos". Ao contrário dos imperadores teodosianos, ele tolerava todas as seitas cristãs que proliferavam na época.
Logo após o golpe, seu controle sobre a Gália foi ameaçado quando o prefeito pretoriano da região foi assassinado em Arles numa revolta entre os soldados ali estacionados. Além disso, o conde Bonifácio, que controlava a Diocese da África, reteve a frota de grãos destinada a Roma.
"Os eventos do reinado de João são tão obscuros quanto suas origens" escreveu John Matthews, que fornece em sua obra uma lista das ações conhecidas do imperador em um parágrafo. João foi proclamado e jogos foram realizados às custas dos membros da família Anícia. João então mudou sua capital para Ravena, sabendo muito bem que o Império Romano do Oriente iria atacar vindo daquela direção. Há uma menção de uma expedição contra a África, mas seu destino, provavelmente a derrota, não se preservou. Na Gália, é possível que ele tenha causado inquietação ao submeter o clero às cortes seculares. E isso é tudo.
João esperava conseguir entrar em alguma forma de acordo com o imperador Teodósio, mas quando este elevou o jovem Valentiniano III primeiro ao título de césar e, em seguida, de co-imperador como augusto (sem dúvida influenciado pela mãe de Valentiniano, Gala Placídia), ele soube que poderia esperar somente a guerra. No final de 424, ele deu ao seu jovem e promissor aliado, Flávio Aécio, uma importante missão. Aécio era na época o "governador do palácio" e foi enviado até os hunos, junto dos quais ele havia vivido quando jovem como refém, em busca de ajuda militar.
Enquanto Aécio estava fora, o exército romano oriental deixou Tessalônica e marchou para a Itália, acampando em Aquileia. Embora as fontes primárias afirmem que Ravena caiu num assalto - João de Antioquia afirma que um pastor liderou um destacamento de cavalaria liderado por Áspar através do pântano que circundava a cidade - Stewart Oost acredita que o pai de Áspar, Ardabúrio, que fora capturado pelos soldados de João, convenceu a guarnição da cidade a trair o usurpador. Em junho ou julho de 425, João foi levado preso para Aquileia, onde lhe cortaram a mão direita, o paradearam montado num jumento no hipódromo para ser insultado pela população e finalmente o decapitaram.
Três dias depois da morte de João, Aécio retornou liderando um grande exército huno. Depois de algumas escaramuças, Placídia, a regente do filho imperador, e Aécio chegaram num acordo que seria a base das relações políticas do Império Romano do Ocidente pelos próximos trinta anos. Os hunos foram pagos e mandados para casa enquanto que Aécio recebeu a posição de mestre dos soldados (magister militum). O historiador Adrian Goldsworthy escreveu que "foi necessária uma dura campanha com os elementos mais fortes do exército e da marinha do oriente, além de uma boa dose de traição" para derrotar João.